# La Bestorre
La Bestorre o Torre de Monistrol és una torre de guaita situada al turó del mateix nom a Monistrol de Montserrat (Bages), declarada bé cultural d'interès nacional. Hom ha d'agafar la carretera que puja al monestir de Montserrat, i abans d'arribar al km 5, hi ha un edifici de la Telefónica a mà esquerra, al costat del qual comença el corriol que, enfilant-se costa amunt, mena als peus de la torre.

## Història
Devia servir per a protegir el terme parroquial, i al final del segle xii, també del pont medieval que permetia travessar el Llobregat on avui hi ha el modern.
Durant la Guerra de Successió Espanyola, l'abat de Montserrat Manuel Marrón la va fer volar, temorós que els partidaris de l'arxiduc Carles s'hi fessin forts.
Una prospecció arqueològica portada del 2002 posà en dubte la datació medieval de la Bestorre, atès que no es van trobar elements significatius d'aquella època en superfície.

## Descripció
De planta circular, tan sols se'n conserva un fragment de paret d'uns 3,90 m, situat a ponent, i un altre tros força més curt a la banda nord-oriental i que es recolza a l'altre. El gruix dels murs és de 1,50 m, més 0,20 m del sòcol que recorre la part baixa dels paraments exteriors. A l'interior, hi ha un banc que forma part de la fonamentació i que arriba als 0,80 m de gruix. El diàmetre interior és de 4,80 m, i l'exterior de 6,80 m que, a la base, comptant la socolada, arribaria als 7,20 m.
Els murs arriben pràcticament a l'alçada del primer pis, i sembla que era coberta amb una falsa cúpula rebaixada, és a dir, que l'eix central seria bastant més curt que el radi de la circumferència. També hi ha vestigis d'una obertura, probablement la porta d'entrada, situats sobre la coberta del nivell inferior i encarats a la banda que mira el poble. L'aparell és de carreus de mida mitjana, molt ben tallats en escaire i col·locats en filades i a trencajunt, ben lligats amb un morter molt compacte de color grisenc, fet amb una barreja de calç i sorra de gra força gruixut.